# Aleš Michal
Aleš Michal (* 1996) je český politolog, publicista a vysokoškolský pedagog. 

## Život
V letech 2016 až 2019 studoval bakalářský obor politologie a mezinárodní vztahy na Institutu politologických studií Fakulty sociálních věd Univerzity Karlovy (IPS FSV UK) a získal bakalářský titul. V letech 2019 až 2021 poté studoval politologii na stejném institutu a získal magisterský titul. V roce 2021 zahájil doktorské studium politologie. Od října 2022 do června 2023 se na částečný úvazek živil jako asistent výzkumu na Národním institutu SYRI a jako asistent výzkumu působil od října 2022 do října 2023 i v Centru doktorských studií IPS FSV UK. Ve stejném období (říjen 2022 až říjen 2023) navíc působil jako studentský výzkumník v Národním muzeu.
V říjnu 2023 se stal členem redakční rady politologického časopisu Acta Politologica vydávaného Fakultou sociálních věd Univerzity Karlovy a členem redakční rady odborného časopisu Journal of Nationalism, Memory & Language Politics. V dubnu 2024 začal na částečný úvazek pracovat také jako výzkumník v projektu AUTHLIB. 
V českých médií se pravidelně vyjadřuje k aktuálnímu politickému dění.